# Gündoğan, Yeşilyurt
Gündoğan là một xã thuộc huyện Yeşilyurt, tỉnh Tokat, Thổ Nhĩ Kỳ. Dân số thời điểm năm 2011 là 134 người.